# Мисткувець-Щуцин
Мисткувець-Щуцин (пол. Mystkówiec-Szczucin) — село в Польщі, у гміні Затори Пултуського повіту Мазовецького воєводства.
Населення — 110 осіб (2011).
У 1975-1998 роках село належало до Остроленцького воєводства.

## Демографія
Демографічна структура станом на 31 березня 2011 року:
|          | Загалом | Допрацездатний вік | Працездатний вік | Постпрацездатний вік |
| -------- | ------- | ------------------ | ---------------- | -------------------- |
| Чоловіки | 59      | 13                 | 35               | 11                   |
| Жінки    | 51      | 13                 | 26               | 12                   |
| Разом    | 110     | 26                 | 61               | 23                   |